# Karakoçan (district)
Karakoçan is een district van Turkije, gelegen in de provincie Elazığ en telt 30.020 inwoners (2007). Het district heeft een oppervlakte van 1083,2 km². De hoofdplaats is Karakoçan.
De bevolkingsontwikkeling van het district is weergegeven in onderstaande tabel.
| 1997   | 2000   | 2007   |
| ------ | ------ | ------ |
| 30.845 | 45.023 | 30.020 |